# Trafoi

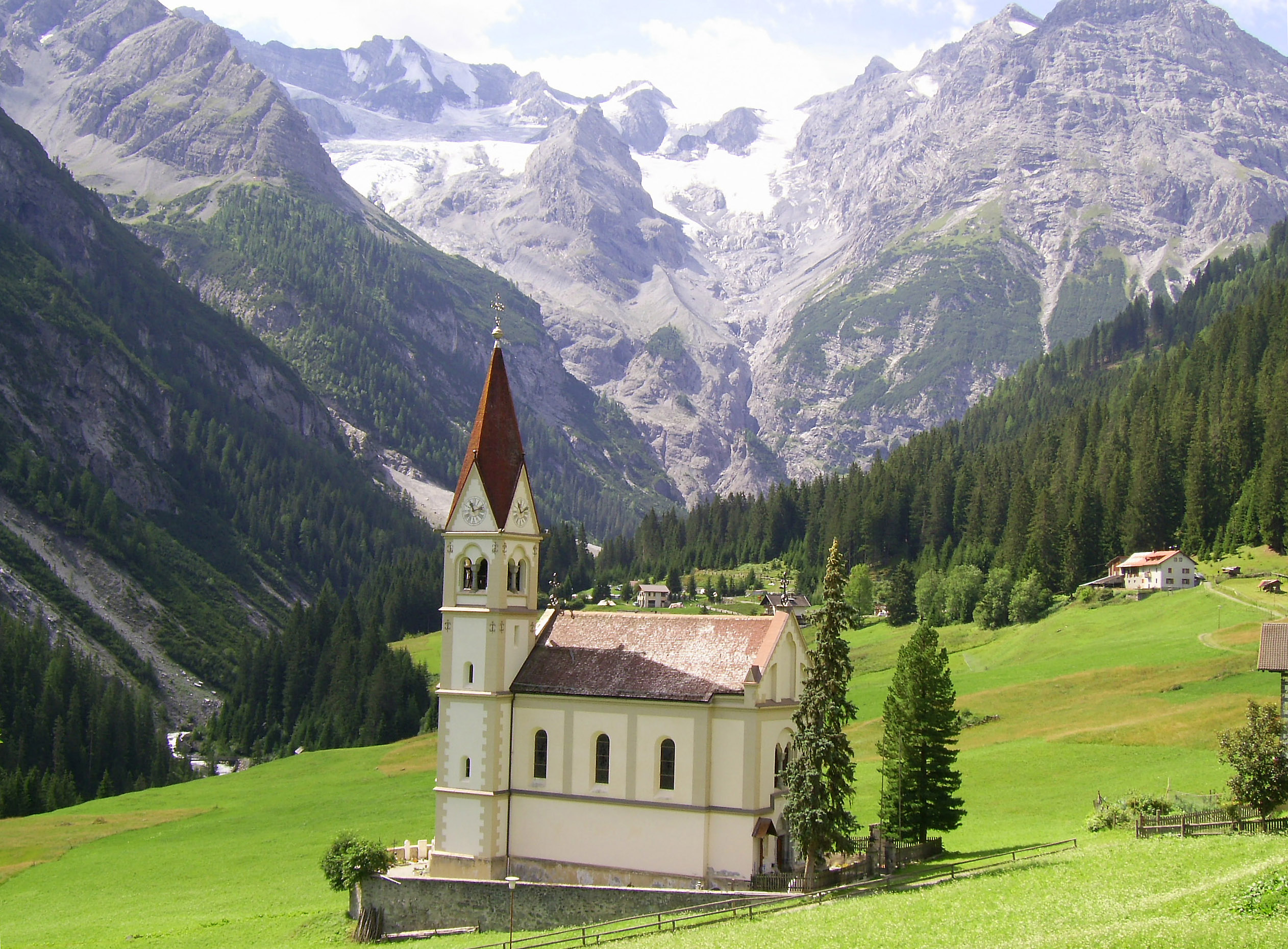
Trafoi, de kerk uit het jaar 1903

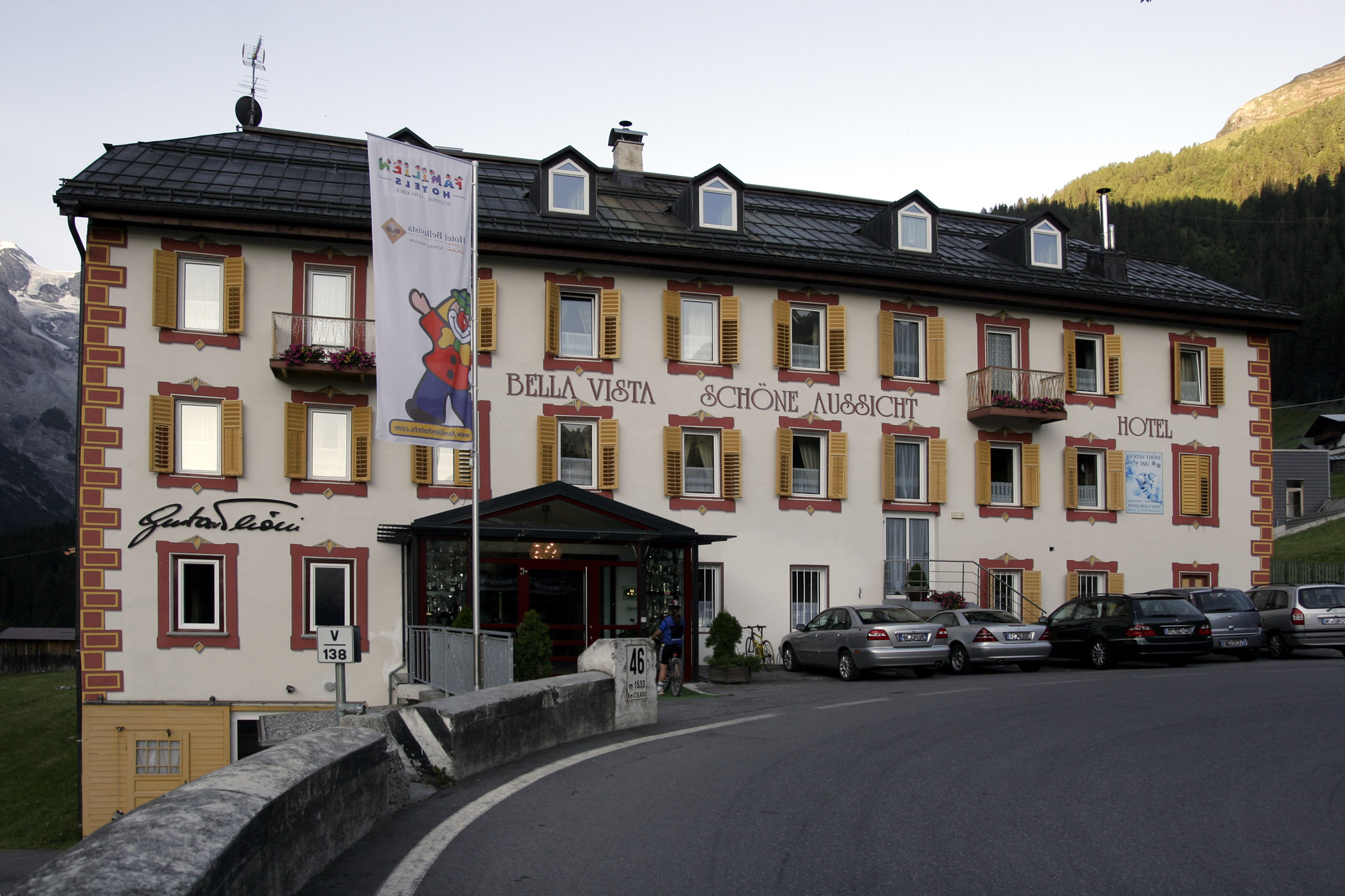
Hotel Bella Vista, tevens geboortehuis van Gustav Thöni

Trafoi is een plaats met circa 80 inwoners aan het begin van de Stilfserjoch, een pas in de Italiaanse Alpen op de grens met Zwitserland.
Trafoi is de geboorteplaats van skiër Gustav Thöni, die begin jaren 70 diverse medailles behaalde en zilver op de winterspelen van 1972 en 1976.
In het plaatsje herinnert alles aan Thöni, die er in de buurt een skischool heeft. Zijn familie baat er het hotel Bella Vista uit.
Buiten het dorp, bij de drie bronnen, zou in het begin van de 20e eeuw een Mariaverschijning hebben plaatsgevonden.
Boven Trafoi ligt een klein ski-gebied met gletsjer.